# Wolfgang Böhmer (compositeur)
Pour l’article homonyme, voir Wolfgang Böhmer.
Wolfgang Böhmer (né en 1959 à Westphalie) est un compositeur et librettiste allemand.

## Biographie
Il joue du piano, du trombone et du hautbois dans son enfance. Böhmer étudie la musique à Wuppertal, puis la musicologie et la philosophie à l'université Humboldt de Berlin. Dans le même temps, cependant, il travaille très tôt comme compositeur et acteur dans le domaine du cabaret politique. Il participe à des manifestations comme l'opposition à la centrale nucléaire de Brokdorf ou la piste 18 West, des festivals culturels.
Il est compositeur et acteur dans la compagnie musicale underground berlinoise College of Hearts avec Thomas Pigor, Benedikt Eichhorn, Susanne Betancor et d'autres. Il développe avec eux le type d'une « nouvelle comédie musicale allemande ». Böhmer travaille aussi pour de plus grands théâtres berlinois, tels que le Deutsches Theater, le Berliner Ensemble, le théâtre Maxime-Gorki et le Theater am Kurfürstendamm.
Ses compositions pour le Neuköllner Oper de Berlin sont particulièrement formatrices. En collaboration avec son directeur artistique Peter Lund, de nouveaux types de comédies musicales sont créés qui, contrairement au style musical américain traditionnel, combinent un contenu socialement critique.
Böhmer vit à Berlin. Son mariage avec l'actrice et réalisatrice Adriana Altaras donne deux fils, dont Aaron Altaras, qui deviendra acteur.

## Œuvre (sélection)
- 1983 : New York Muss Brennen (College of Hearts)
- 1985 : King Kurt (College of Hearts)
- 1987 : Casanova (College of Hearts)
- 1988 : Blutiger Honig (College of Hearts)
- 1991 : Der Letzte Waschgang (College of Hearts)
- 1991 : Der Gestiefelte (College of Hearts)
- 1996 : Die Legende vom Fall ohne Ende (Theater am Halleschen Ufer Berlin)
- 1997 : Frau Parker kann nicht schlafen (Neuköllner Oper Berlin)
- 1998 : Das Wunder von Neukölln (Neuköllner Oper Berlin)
- 2002 : Love Bite (Neuköllner Oper Berlin)
- 2004 : Licht (livret : Dea Loher; Neuköllner Oper Berlin)
- 2007 : Leben ohne Chris (Neuköllner Oper Berlin)
- 2010 : Frau Zucker will die Weltherrschaft (Neuköllner Oper Berlin)
- 2010 : Pünktchen trifft Anton (lirvet : Volker Ludwig; GRIPS-Theater Berlin)
- 2013 : Stimmen im Kopf (Neuköllner Oper Berlin)
- 2014: Jedermann (DomStufen-Festspiele Erfurt)
- 2016: Stella – Das blonde Gespenst vom Kurfürstendamm (Neuköllner Oper Berlin)
- 2018: Jedermann – Neufassung für kleines Ensemble (Abbaye de Neuzelle)
- 2019: Elfie – Kammeroper nach Tankred Dorst (Neuköllner Oper Berlin)
- 2019: Drachenherz – Keine Zeit für Helden. (Theater Chemnitz)

## Source de la traduction
- (de) Cet article est partiellement ou en totalité issu de l’article de Wikipédia en allemand intitulé « Wolfgang Böhmer (Komponist) » (voir la liste des auteurs).

1. 1 2 3  (de) Julia Anderton, « Die zehn Fragen an Wolfgang Böhmer », sur Wiesbadener Kurier, 2018 (consulté le 23 novembre 2021)
2. ↑  (en) Orit Arfa, « ‘Unorthodox’s’ Aaron Altaras: The Jewish-German Ryan Gosling? », sur The Jewish Journal of Greater Los Angeles, 2020 (consulté le 23 novembre 2021)